# Resolutie 2172 Veiligheidsraad Verenigde Naties
Resolutie 2172 van de Veiligheidsraad van de Verenigde Naties werd op 26 augustus 2014 unaniem aangenomen en verlengde de UNIFIL-waarnemingsoperatie in Libanon opnieuw met een jaar.

## Achtergrond
Na de Israëlische inval in Zuidelijk Libanon eind jaren 1970, stationeerden de Verenigde Naties de tijdelijke VN-macht UNIFIL in de streek. Die moest er de vrede handhaven totdat de Libanese overheid haar gezag opnieuw kon doen gelden.
In 1982 viel Israël Libanon opnieuw binnen voor een oorlog met de Palestijnse PLO. Midden 1985 begon Israël met terugtrekkingen uit het land, maar geregeld vonden nieuwe aanvallen en invasies plaats.
Op 12 juli 2006 brak een oorlog uit tussen Hezbollah uit Libanon en Israël die een maand zou duren.

## Inhoud
Libanon had opnieuw gevraagd dat de UNIFIL-missie met een jaar verlengd zou worden. Nog steeds werden de eisen in verband met het staakt-het-vuren uit resolutie 1701 veelvuldig genegeerd. Alle betrokken partijen werden opgeroepen de Blauwe Linie te respecteren. UNIFIL en beide landen werkten aan het verminderen van de spanningen en meer coördinatie. Ook werden pogingen om Libanon te destabiliseren veroordeeld.
UNIFIL's mandaat werd verlengd tot 31 augustus 2015. De lidstaten werden opgeroepen het Libanese leger te helpen versterken. Israël werd opnieuw gevraagd zich terug te trekken uit Noord-Ghajar.

## Verwante resoluties
- Resolutie 2131 Veiligheidsraad Verenigde Naties (2013)
- Resolutie 2163 Veiligheidsraad Verenigde Naties
- Resolutie 2192 Veiligheidsraad Verenigde Naties
- Resolutie 2229 Veiligheidsraad Verenigde Naties (2015)

Lijst ·  2133 ·  2134 ·  2135 ·  2136 ·  2137 ·  2138 ·  2139 ·  2140 ·  2141 ·  2142 ·  2143 ·  2144 ·  2145 ·  2146 ·  2147 ·  2148 ·  2149 ·  2150 ·  2151 ·  2152 ·  2153 ·  2154 ·  2155 ·  2156 ·  2157 ·  2158 ·  2159 ·  2160 ·  2161 ·  2162 ·  2163 ·  2164 ·  2165 ·  2166 ·  2167 ·  2168 ·  2169 ·  2170 ·  2171 ·  2172 ·  2173 ·  2174 ·  2175 ·  2176 ·  2177 ·  2178 ·  2179 ·  2180 ·  2181 ·  2182 ·  2183 ·  2184 ·  2185 ·  2186 ·  2187 ·  2188 ·  2189 ·  2190 ·  2191 ·  2192 ·  2193 ·  2194 ·  2195